# Сетер, Мор
Мор Сетер (норв. Mor Sæther, урождённая Анна Йохансдаттер Викер (норв. Anne Johansdatter Viker); 20 октября 1793, Груэ, Норвегия — 25 апреля 1851, Кристиания), — норвежская «клок коне» («хитрая женщина»), то есть травница.

## Биография
Анна Йохансдаттер Викер («мать Сетер») родилась в Груэ (нынешний Конгсвингер), в Хедмарке. Её родителями были крестьянин Йохан Эриксен Викер (род. 1757) и Бастина Гуттормсдаттер (род. 1768), у которых всего было семь детей. Анна была замужем дважды: сначала за неким Сетером, который, по-видимому, работал разнорабочим в анатомической школе Королевского университета Фредерика (ныне Университет Осло), а затем в 1825 году вышла замуж за крестьянина Ларса Бастиана Нильсена. В этой школе ей давал уроки анатомии доктор Йенс Эссендроп Кноф — он одалживал ей книги в обмен на выполнение чёрной работы. Её второй муж владел фермой в Пипервике с 20 коровами. Существует предание, что Мор Сетер преподнесла масло королю Швеции и Норвегии Карлу XIV Юхану, когда была в Осло.
Мор Сетер активно занималась знахарством в Христиании (Осло) примерно в 1820—1851 годах. Она была несколько раз судима за шарлатанство в соответствии с Законом о шарлатанских лекарствах 1794 года (норв. kvakksalverloven) и посажена на хлеб и воду в тюрьму в 1836, 1841 и 1844 годах. В последний раз этот приговор встретил народный протест, поддержанный дворянином Северином Лёвенскиольдом, и Мор Сетер обратилась в верховный суд (норв. Høyesterett), который освободил её. Ей было дано официальное разрешение на медицинскую практику, и таким образом она стала официально лицензированной «хитрой женщиной».
Мор Сетер была высоко оценена Генриком Ибсеном. Он снимал жильё в её доме в течение короткого времени в 1850 году.
Мор Сетер была героиней стихотворения «Mulig Forvexling» Генрика Вергеланна, за которым она, как известно, ухаживала на смертном одре.